# たんかい
たんかいは、日本舶用機器開発協会と日本鋼管が共同開発した潜水調査船。

## 概要
大陸棚の潜水調査を目的に、日本舶用機器開発協会と日本鋼管が共同開発、日本船舶振興会が資金協力を行った。
形状は潜水球に似るが、ウォータージェットによる推進・姿勢制御機能を持ち、簡易マニピュレーターで簡単な作業を行うことができた。動力は母船からの有線給電によるもので、同ケーブルに電話・テレビ回線を備える。下部はアクリル樹脂を使った透明耐圧殻となっており、広い視野での調査・観測ができた。
運用終了後は船の科学館に展示されていたが、2024年に船の科学館本館の解体に伴い、本船も解体された。

## 主な調査
- 東北海域の漁礁調査